# Bourgogne (Marne)
Pour les articles homonymes, voir Bourgogne.
Bourgogne est une ancienne commune française, située dans le département de la Marne en région Grand Est.

## Géographie

### Hydrographie
La Suippe est le principal cours d'eau parcourant Bourgogne.

### Communes limitrophes
|         | Auménancourt | Saint-Étienne-sur-Suippe |
| Brimont | Bourgogne    | Fresne-lès-Reims         |
|         | Bétheny      |                          |

## Toponymie
De Burgundii « Burgondes » + suffixe latin -ia « domaine des Burgondes ».

Burgundia (1190); Burgondia (1216); Bourgoigne (1274); Bourgongne (1278); Bourgoinne (1291); Buergoigne (1326); Bourgondia juxta Remis (1328); Bourgogne lez Reims (1384); Bourgoingne (1398); Bourgungne (XIVe siècle); Bourgoine (XVe siècle).
Sous l’Empire romain, Reims (Durocortorum) fut classée parmi les cités fédérées, considérées comme indépendantes. À ce titre, et pour sa protection, l’armée romaine stationnait dans la ville. À cette armée romaine étaient jointes des troupes auxiliaires, en fait des mercenaires, peut-être des Lètes. La plupart de ces régiments d'auxiliaires étaient stationnés dans une « province » autre que celle d'où ils étaient originaires.
Parmi ceux-ci figuraient les Burgondes (Burgunder en allemand), peuple d’origine germanique, qui s'établit durablement dans le sud-est de la Gaule, comme peuple fédéré de l'Empire romain.
Il est donc fort probable que le nom actuel vient de l’implantation d’un camp de ces auxiliaires au nord  (d’où venait le danger) de Reims par les Romains.

## Histoire
On y a trouvé un site de l'époque de La Tène.
Le village est cité dans les archives de Saint-Remi en 1190.
La commune est décorée de la Croix de guerre 1914-1918 le 1er octobre 1920, elle a beaucoup souffert de destructions liées à la Première Guerre mondiale et s'est longtemps trouvé en zone occupée, son mausolée était alors un lieu de visite pour les soldats allemands.
Par arrêté préfectoral 27 juin 2016, la commune de Bourgogne fusionne le 1er janvier 2017 avec la commune de Fresne-lès-Reims, pour former la commune nouvelle de Bourgogne-Fresne où Bourgogne devient une commune déléguée et chef-lieu de la nouvelle commune.

## Politique et administration

### Liste des maires
| Période      | Période       | Identité                      | Étiquette        | Qualité |
| ------------ | ------------- | ----------------------------- | ---------------- | --- |
| An XIII      |               | Pierre Ranvoisy               |                  | |
| février 1806 | juin 1806     | Jean-Claude Vannier           |                  | |
| 1806         | 1809          | Jean-Baptiste Quantinet       |                  | |
| 1809         | 1816          | Jean-Claude Vannier           |                  | |
| 1816         | 1831          | Robert Auguste Ranvoisy       |                  | |
| 1831         | 1851          | Jean François Quantinet       |                  | |
| 1851         | 1852          | Jean-Marie Lepagnol           |                  | |
| 1852         | 1856          | Jean-Marie Manichon           |                  | |
| 1856         | 1871          | Pierre Quantinet              |                  | |
| 1871         | 1878          | Auguste Pichancourt           |                  | |
| 1878         | 1886          | Jean-Baptiste Lefranc         |                  | |
| 1886         | 1925          | Ovide Quantinet               |                  | |
| 1925         | 1944          | Jean Francois Henri Prévoteau |                  | |
| 1944         | 1953          | André Xavier Champion         |                  | |
| 1953         | 1977          | Maurice Prévoteau             | MRP puis UDF-CDS | Agriculteur Sénateur de la Marne (1974 → 1983) Conseiller général de Bourgogne (1951 → 1982) Président du conseil général (1973 → 1982) |
| 1977         | 1983          | Louis De Luca                 |                  | |
| 1983         | 1989          | Joël Prévoteau                |                  | |
| 1989         | 2001          | Linette Delétang-Govin        | DVD              | |
| 2001         | 2014          | Francis Quantinet             |                  | |
| 2014         | décembre 2016 | Jean-Paul Lemoine             |                  | |

| Période      | Période  | Identité          | Étiquette | Qualité |
| ------------ | -------- | ----------------- | --------- | ------- |
| janvier 2017 | mai 2020 | Jean Paul Lemoine |           |         |
| mai 2020     | En cours | Nicolas Habare    |           |         |

## Démographie
L'évolution du nombre d'habitants est connue à travers les recensements de la population effectués dans la commune depuis 1793. À partir du 1er janvier 2009, les populations légales des communes sont publiées annuellement dans le cadre d'un recensement qui repose désormais sur une collecte d'information annuelle, concernant successivement tous les territoires communaux au cours d'une période de cinq ans. 
Pour les communes de moins de 10 000 habitants, une enquête de recensement portant sur toute la population est réalisée tous les cinq ans, les populations légales des années intermédiaires étant quant à elles estimées par interpolation ou extrapolation. Pour la commune, le premier recensement exhaustif entrant dans le cadre du nouveau dispositif a été réalisé en 2004,.
En 2014, la commune comptait 968 habitants, en évolution de −5,65 % par rapport à 2009 (Marne : +0,83 %, France hors Mayotte : +2,49 %).
| 1793 | 1800 | 1806 | 1821 | 1831 | 1836 | 1841  | 1846  | 1851  |
| ---- | ---- | ---- | ---- | ---- | ---- | ----- | ----- | ----- |
| 657  | 633  | 654  | 757  | 904  | 950  | 1 013 | 1 030 | 1 048 |

| 1856  | 1861  | 1866  | 1872  | 1876 | 1881 | 1886 | 1891 | 1896 |
| ----- | ----- | ----- | ----- | ---- | ---- | ---- | ---- | ---- |
| 1 049 | 1 014 | 1 066 | 1 005 | 948  | 861  | 805  | 795  | 780  |

| 1901 | 1906 | 1911 | 1921 | 1926 | 1931 | 1936 | 1946 | 1954 |
| ---- | ---- | ---- | ---- | ---- | ---- | ---- | ---- | ---- |
| 717  | 671  | 674  | 535  | 582  | 515  | 484  | 541  | 546  |

| 1962 | 1968 | 1975 | 1982 | 1990 | 1999 | 2004 | 2009  | 2014 |
| ---- | ---- | ---- | ---- | ---- | ---- | ---- | ----- | ---- |
| 585  | 585  | 698  | 697  | 858  | 888  | 994  | 1 026 | 968  |

## Économie
Bourgogne compte dans son canton trois coopératives de plus de 50 salariés qui emploient en 2010 un tiers des salariés des secteurs marchands du canton.

## Culture locale et patrimoine

### Lieux et monuments
- L'église Saint-Pierre-et-Saint-Paul est classée monument historique[10]. Elle date principalement des XIIe et XIIIe siècles, notamment sa tour romane au-dessus du chœur, l'arc triomphal roman, le chevet plat, la nef gothique et les chapiteaux à la croisée du transept. Les statues de saint Paul et saint Pierre remontent au XVIIIe siècle, la poutre de gloire au XXe siècle et la tête d'évêque au presbytère date du XIIIe siècle. L'église est partiellement reconstruite après la Première Guerre mondiale.
- Une crypte imposante se trouve dans le cimetière. Du début du XXe siècle, son décor intérieur est en mosaïque de marbre.
- Une tombe de la Tène.
- Les restes de remparts.
- Le monument aux morts se situe à proximité du cimetière. Il a été réalisé par Linguet et Gaillot sur les plans de l'architecte Robert Jactat de 1925[11].

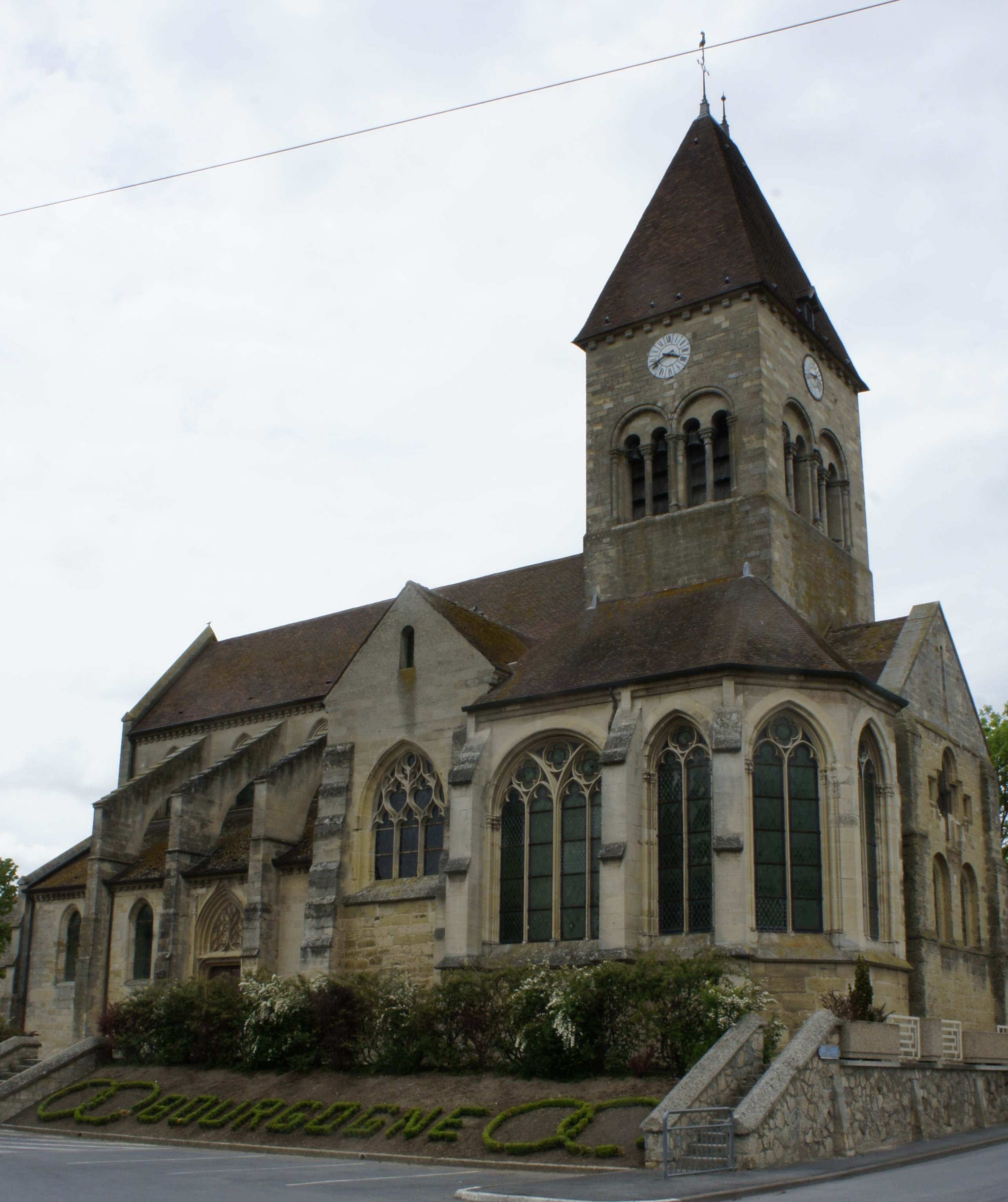
L'église.
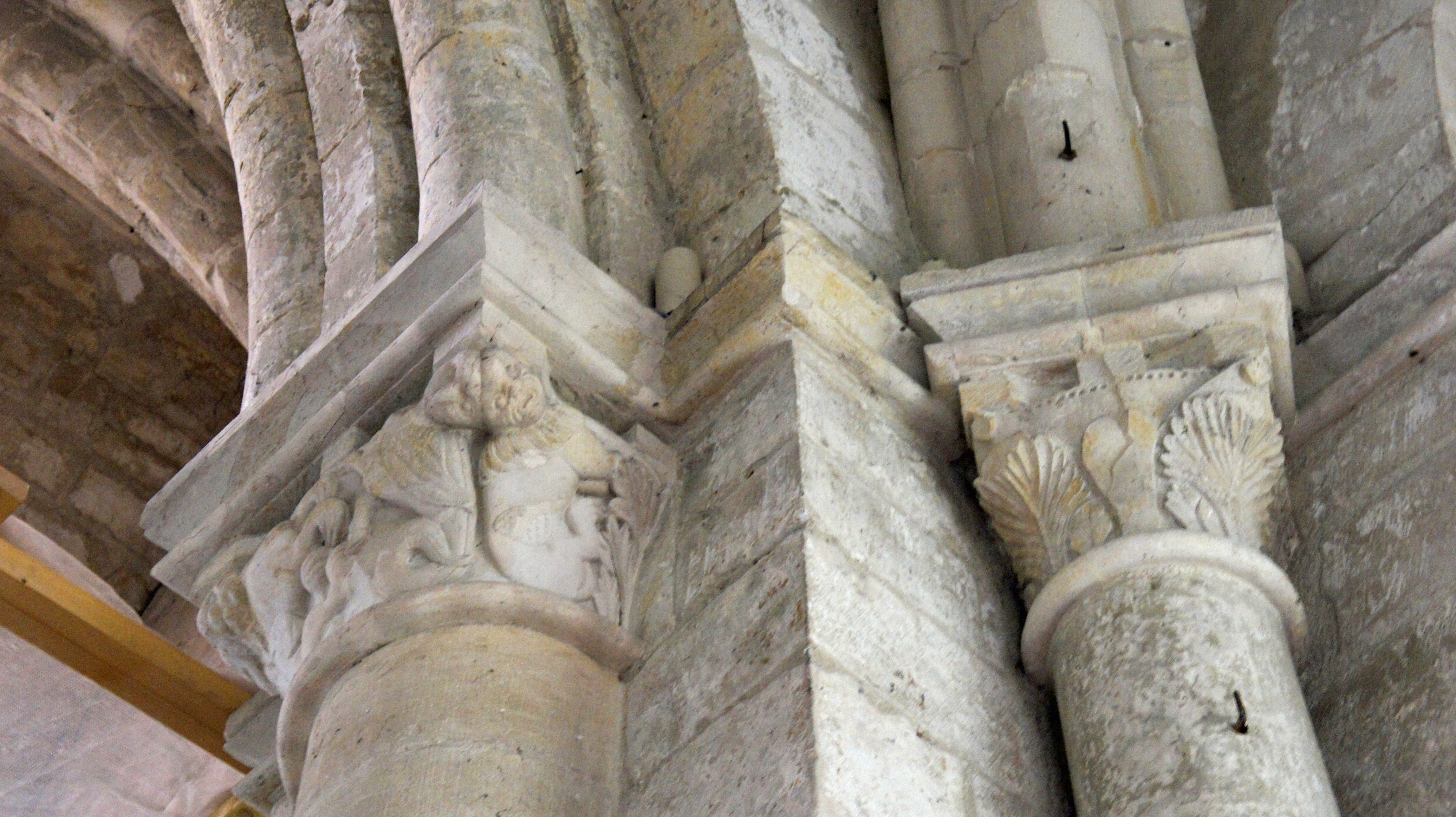
Des chapiteaux dans l'église.
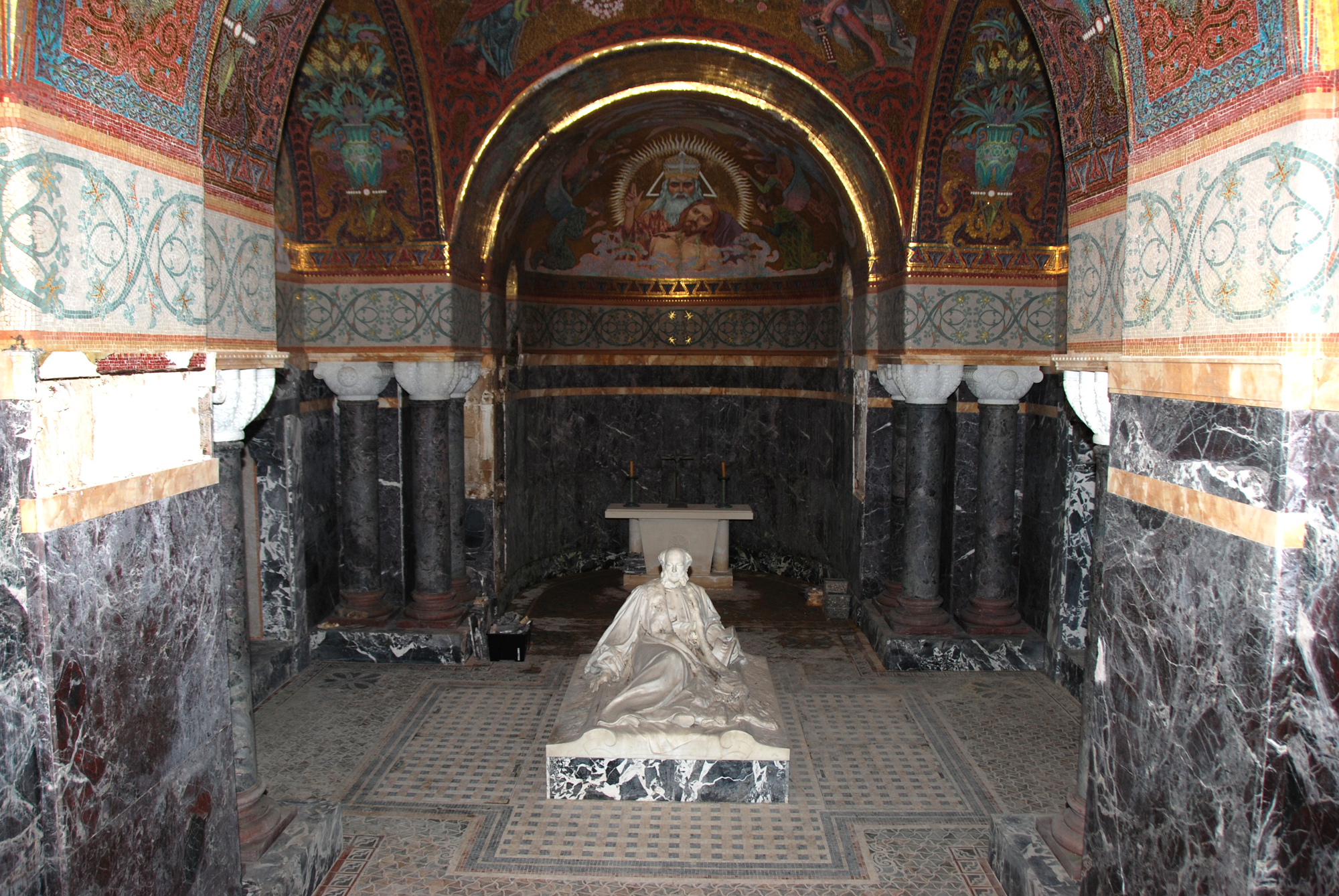
Le mausolée de Bourgogne, dans le cimetière.
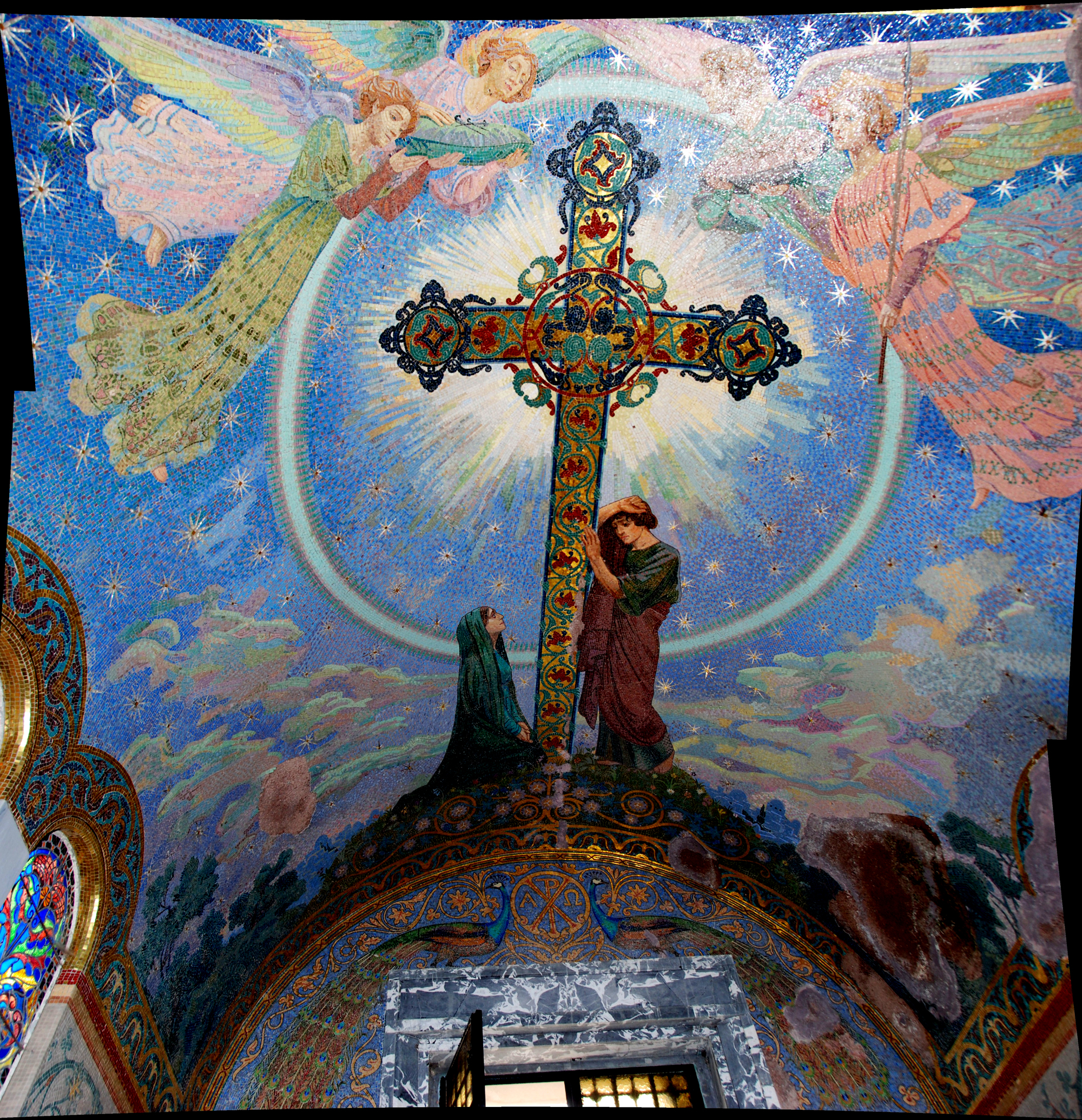
Une mosaïque du mausolée.

### Héraldique
| Armes de Bourgogne | Les armes de la commune se blasonnent ainsi : bandé d'or et d'azur de six pièces, à la bordure de gueules |

### Personnalités liées à la commune
- Jean Hubert Rève. Né à Bourgogne (Marne) le 24 juin 1805, décédé à Reims le 22 septembre 1871. Artiste peintre, professeur de dessin au lycée de Reims[12].
- Jean Nicolas Vanier. Ancien greffier de la justice de paix de Bourgogne, ancien conseiller d’arrondissement, né à Bourgogne le 28 Germinal an XIII, décédé à Bourgogne le 5 janvier 1888. il fut pendant bien longtemps l’un des hommes les plus influents du canton de Bourgogne[13].